# Longgang
Longgang (en chino, 龙岗区; pinyin, Lónggǎng qū, léase Long-Káng) es un distrito urbano bajo la administración directa de la Subprovincia Shenzhen en la Provincia de Guangdong, República Popular China. Su área es de 387 km² y su población total para 2021 superó los 4 millones de  habitantes.
Longgang se estableció como distrito el 1 de enero de 1993. Arqueólogos descubrieron antigüedades que se remontan siete mil años en Xian que ling (chino simplificado: 咸 头 岭 tradicional china: 鹹 頭 嶺) del distrito de Longgang.

## Administración
El distrito de Longgang se divide en 13 subdistritos.
- Bantian 坂田
- Buji 布吉
- Dapeng 大鹏
- Henggang 横岗
- Kengzi 坑梓
- Kuichong 葵涌
- Longcheng 龙城
- Longgang 龙岗
- Nanao 南澳
- Nanwan 南湾
- Pingdi 坪地
- Pinghu 平湖
- Pingshan 坪山

## Historia
En marzo de 1979, el condado de Bao'an fue añadido a Shénzhen. En agosto de 1980, Shénzhen fue establecida como zona económica especial, pero Longgang no obtuvo ese beneficio. En diciembre de 1982, el Consejo de Estado le quitó el beneficio a Bao'an. El 11 de noviembre de 1992 queda como parte de Shénzhen, así como Longgáng y en menos de un año después se vuelve un condado de Sénzhen pero no de la zona económica especial. El 1 de julio de 2010 algunas de sus áreas se clasifican como nuevos distritos,Pingshan (坪山新区) y Dapeng (大鹏新区).

## Clima
Debido a su posición geográfica,los patrones climáticos en la siguiente tabla son los mismos de Shénzhen.
| Parámetros climáticos promedio de Longgang (1971–2000) | Parámetros climáticos promedio de Longgang (1971–2000) | Parámetros climáticos promedio de Longgang (1971–2000) | Parámetros climáticos promedio de Longgang (1971–2000) | Parámetros climáticos promedio de Longgang (1971–2000) | Parámetros climáticos promedio de Longgang (1971–2000) | Parámetros climáticos promedio de Longgang (1971–2000) | Parámetros climáticos promedio de Longgang (1971–2000) | Parámetros climáticos promedio de Longgang (1971–2000) | Parámetros climáticos promedio de Longgang (1971–2000) | Parámetros climáticos promedio de Longgang (1971–2000) | Parámetros climáticos promedio de Longgang (1971–2000) | Parámetros climáticos promedio de Longgang (1971–2000) | Parámetros climáticos promedio de Longgang (1971–2000) |
| Mes                                                    | Ene.                                                   | Feb.                                                   | Mar.                                                   | Abr.                                                   | May.                                                   | Jun.                                                   | Jul.                                                   | Ago.                                                   | Sep.                                                   | Oct.                                                   | Nov.                                                   | Dic.                                                   | Anual                                                  |
| ------------------------------------------------------ | ------------------------------------------------------ | ------------------------------------------------------ | ------------------------------------------------------ | ------------------------------------------------------ | ------------------------------------------------------ | ------------------------------------------------------ | ------------------------------------------------------ | ------------------------------------------------------ | ------------------------------------------------------ | ------------------------------------------------------ | ------------------------------------------------------ | ------------------------------------------------------ | ------------------------------------------------------ |
| Temp. máx. media (°C)                                  | 19.7                                                   | 19.7                                                   | 22.7                                                   | 26.3                                                   | 29.3                                                   | 31.1                                                   | 32.2                                                   | 32.0                                                   | 31.2                                                   | 28.9                                                   | 25.1                                                   | 21.5                                                   | 26.6                                                   |
| Temp. media (°C)                                       | 14.9                                                   | 15.5                                                   | 18.7                                                   | 22.5                                                   | 25.7                                                   | 27.8                                                   | 28.6                                                   | 28.2                                                   | 27.2                                                   | 24.7                                                   | 20.4                                                   | 16.4                                                   | 22.6                                                   |
| Temp. mín. media (°C)                                  | 11.7                                                   | 12.7                                                   | 16.0                                                   | 19.9                                                   | 23.2                                                   | 25.2                                                   | 25.7                                                   | 25.5                                                   | 24.3                                                   | 21.6                                                   | 17.1                                                   | 12.9                                                   | 19.7                                                   |
| Lluvias (mm)                                           | 29.8                                                   | 44.1                                                   | 67.5                                                   | 173.6                                                  | 238.5                                                  | 296.4                                                  | 339.3                                                  | 368.0                                                  | 238.2                                                  | 99.4                                                   | 37.4                                                   | 34.2                                                   | 1966.4                                                 |
| Días de lluvias (≥ 0.1 mm)                             | 7.07                                                   | 10.07                                                  | 10.77                                                  | 12.73                                                  | 15.60                                                  | 18.47                                                  | 17.00                                                  | 18.30                                                  | 14.83                                                  | 7.63                                                   | 5.63                                                   | 5.97                                                   | 144.1                                                  |
| Horas de sol                                           | 147.9                                                  | 98.8                                                   | 101.4                                                  | 110.2                                                  | 149.8                                                  | 173.6                                                  | 220.0                                                  | 188.6                                                  | 181.2                                                  | 199.5                                                  | 184.3                                                  | 178.5                                                  | 1933.8                                                 |
| Humedad relativa (%)                                   | 71.7                                                   | 76.8                                                   | 79.5                                                   | 81.0                                                   | 81.7                                                   | 81.8                                                   | 80.5                                                   | 81.8                                                   | 78.8                                                   | 72.4                                                   | 68.4                                                   | 67.1                                                   | 76.8                                                   |
| Fuente: 21CMA 25 de enero de 2009                      |                                                        |                                                        |                                                        |                                                        |                                                        |                                                        |                                                        |                                                        |                                                        |                                                        |                                                        |                                                        |                                                        |